# Anthony Knockaert
Anthony Knockaert (ur. 20 listopada 1991 w Roubaix) – francuski piłkarz występujący na pozycji pomocnika we francuskim klubie Valenciennes FC. Były młodzieżowy reprezentant Francji.